# Roseli Ocampo-Friedmann
Roseli Ocampo-Friedmann (ur. 23 listopada 1937 w Manili, zm. 4 września 2005 w Kirkland) – mikrobiolożka i botanistka amerykańsko-filipińskiego pochodzenia specjalizująca się w badaniach nad ekstremofilami i sinicami. Jej praca jest uważana za potencjalnie znaczącą w kwestii terraformacji Marsa.

## Życiorys
Przyszła na świat jako pierwsze dziecko Eliseo i Generosy Ocampo. W roku 1958 zdobyła licencjat z botaniki na Uniwersytecie Filipińskim, po czym zdobyła tytuł magistra na Uniwersytecie Hebrajskim w Jerozolimie w 1966. Powróciła do Filipin, gdzie podjęła pracę w Instytucie Nauki i Technologii w Manili. W 1968 na Uniwersytecie Stanu Floryda poznała swojego przyszłego męża, dr Imre Friedmanna. W 1973 ukończyła doktorat, a rok później wzięła ślub. W 1987 została profesorką Uniwersytetu Rolniczego i Mechanicznego na Florydzie; okazjonalnie pracowała też jako konsultantka naukowa programu SETI. Zmarła po trzech latach zamagań z chorobą Parkinsona.

## Praca naukowa

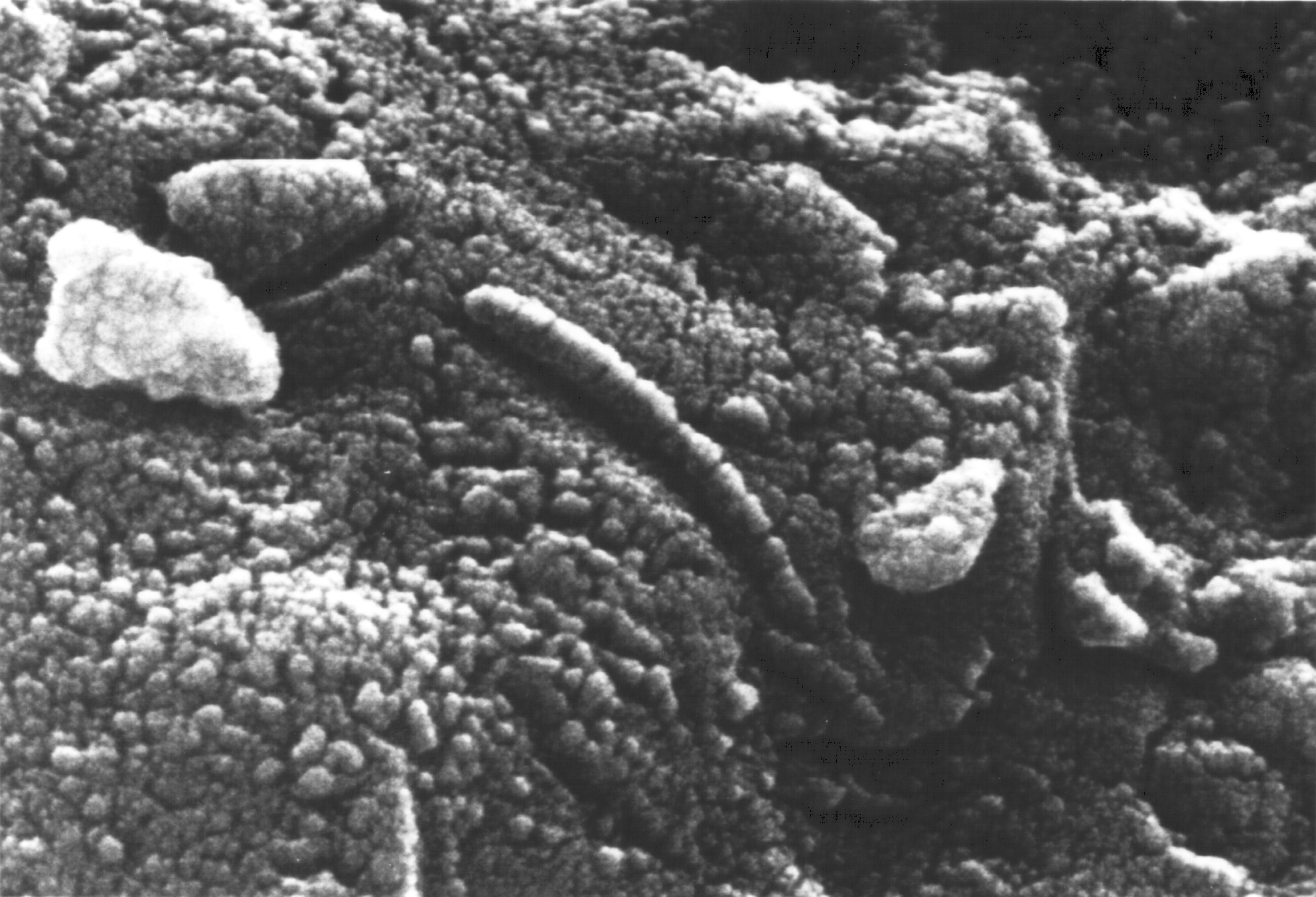
Struktury na powierzchni ALH84001

Wspólnie z mężem Roseli podróżowała, badając sinice, algi i inne mikroorganizmy zaliczane do ekstremofilów, tj. organizmów przystosowanych do życia w środowiskach niesprzyjających życiu. Małżeństwo odkryło m.in. endolity w skałach na wcześniej uważanej za wręcz sterylną pustyni Rossa, leżącej na terenie podobnie obumarłych Suchych Dolin McMurdo. Doliny te są powszechnie uważane za najbardziej podobne do powierzchni Marsa środowisko na Ziemi. Roczne opady wynoszą tam jedynie około 100 mm/cm², a średnia roczna temperatura powietrza wynosi około –20 °C. Znajduje się tam także jedyne znane miejsce na Ziemi, w którym nie potwierdzono istnienia żadnego życia. Odkrycie to zostało wspomniane przez Waltera Cronkite oraz NASA przy okazji lądowania sondy Viking 1 na Marsie w 1976, gdzie stwierdził on, że analogiczny proces mógł w przeszłości zajść na jego powierzchni. Obecnie przyjmuje się, że była niegdyś zdolna do podtrzymywania życia i w procesie podobnym do wyjałowienia Pustyni Rossa, która również swego czasu była obszarem przyjaźniejszym życiu, pojedyncze „oazy życia” ocalały wewnątrz skał. Odkrycie zapewniło badaczce pewną rozpoznawalność zarówno w kręgach biologicznych, jak i astronomicznych, a ona sama napisała jeszcze kilka artykułów skupiających się na implikacjach istnienia mikrobów w tak trudnych warunkach. Pięć sezonów pracy w jednym z najbardziej wrogich środowisk na Ziemi zagwarantowało jej Medal Służby Antarktyce.
Poza Antarktydą para pracowała i odkryła nowe mikroorganizmy również m.in. w syberyjskiej wiecznej zmarzlinie i skałach na terenie pustyni Negew. Roseli razem z mężem brała udział w badaniach nad meteorytem ALH84001 pochodzącym z Marsa, wówczas uważanym za dowód na istnienie pozaziemskich mikrobów.

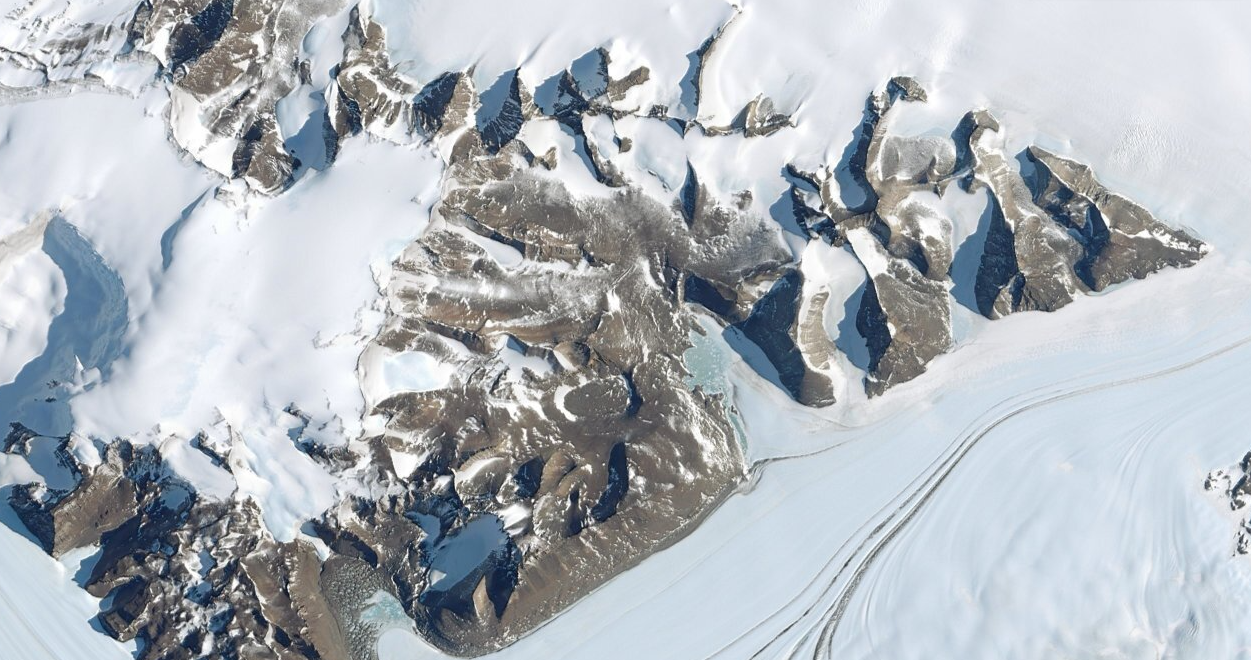
Friedmann Peak

W ciągu swojego życia małżeństwo odkryło, skatalogowało i zebrało w swojej kolekcji żywych kultur ponad 1000 różnych gatunków ekstremofili.

## Upamiętnienie
Fabuła filmu Czerwona Planeta opiera się na projekcie użycia ekstremofilicznych alg jako pionierskich gatunków do terraformacji Marsa, pierwotnie wywodzącym się z artykułu Roseli.
W jednym z odcinków animowanej bajki dla dzieci Elinor Wonders Why badaczka została przedstawiona jako latająca wiewiórka.
W 2005, na kilka miesięcy przed śmiercią badaczki, góra wznosząca się na 1920 m n.p.m., u podnóży której Ocampo dokonała razem z mężem swojego odkrycia, została nazwana Friedmann Peak.